# مارکینوس پارانا
مارکینوس پارانا (به پرتغالی: Antônio Marcos da Silva Filho) مدافع، هافبک اهل برزیل است که در شهر ریسیف و در تاریخ ۲۰ ژوئیهٔ ۱۹۷۷ به دنیا آمده‌است.
مارکینوس پارانا در تیم‌های فوتبال Paraná، CRB، سانتاکروز، Figueirense، Marília، Avaí، Figueirense، جوبیلو ایواتا، کروزیرو، Sport، América Mineiro، Ventforet Kofu سابقهٔ حضور دارد.